# 황소 타고 시집 왔네
"황소 타고 시집 왔네"는 한국에서 제작된 정진우 감독의 1973년 영화이다. 김희갑 등이 주연으로 출연하였고 이은봉 등이 제작에 참여하였다.

## 출연

### 주연
- 김희갑
- 신일룡
- 안인숙

## 기타
- 원작자: 문상훈